# История ЛГБТ в Канаде
В этой статье даётся обзор истории лесбиянок, геев, бисексуалов и трансгендеров (ЛГБТ) в Канаде. ЛГБТ-активность считалась преступлением с колониального периода в Канаде до 1969 года, когда был принят закон C-150. Тем не менее, несмотря на антидискриминационный закон, дискриминация все ещё существует.

## XVII век
Первое в Новой Франции уголовное дело за гомосексуализм было заведено в сентябре 1648 года, когда военный барабанщик, расквартированный во французском гарнизоне в Виль-Мари, Новая Франция, был приговорен к повешению местными сульпицианскими священниками за содомию.
После вмешательства иезуитов в Квебеке приговор барабанщику был смягчен при условии, что он примет должность первого постоянного палача Новой Франции. Широко распространенный консенсус многих историков заключается в том, что его сексуальным партнером мог быть человек из числа коренных народов, который не попадал под действие французского религиозного права.

## XVIII век
В колониальный период в Канаде европейская система верований и ценностей была фактически навязана коренным народам. В рамках этого события миссионеры сделали некоторые из первых наблюдений за практикой ЛГБТ среди коренного населения. Иезуит Жозеф-Франсуа Лафита провел шесть лет среди ирокезов, начиная с 1711 года, когда он сделал важные открытия об обществе ирокезов. О своих наблюдениях за кросс-гендерным поведением он позже писал: «Если были женщины с мужественной отвагой, которые гордились своей профессией воина, которыми, кажется, становились только мужчины, то были и мужчины, достаточно трусливые, чтобы жить как женщины».

## XIX век
Несмотря на то что однополые отношения между мужчинами карались смертной казнью в Британской Северной Америке и внушительное количество мужчин было приговорено судами к смертной казни по обвинению в содомии, нет ни одной сохранившейся записи хотя бы об осужденном содомите, фактически казненном в Канаде; такие смертные приговоры обычно заменялись или прощались колониальными губернаторами. Например, Александр Вуд и Джордж Херчмер Маркленд были подвергнуты уголовным расследованиям после обвинений в гомосексуальной активности, хотя обоих отпустили при условии, что они уйдут со своих политических постов.
В 1859 году Канада возвратила свой закон о содомии в Сводном статуте Канады: «Каждый человек, виновный в отвратительном преступлении — содомии, совершенном либо с человеком, либо с любым животным, понесет смерть как преступник».
Содомия оставалась наказуемой смертной казнью до 1869 года, когда реформа канадского уголовного права отменила смертную казнь за все, кроме самых серьёзных преступлений. В 1892 году был принят более широкий по содержанию закон, направленный против всей гомосексуальной активности мужчин («грубая непристойность»), как часть более крупного обновления уголовного законодательства.

## XX век
Изменения в Уголовном кодексе 1948 и 1961 годов были использованы для того, чтобы навесить на геев ярлыки «преступных сексуальных психопатов» и «опасных сексуальных преступников». Получение такого статуса подразумевало наказание в виде тюремного заключения на неопределенный срок.

### 1960-е
Тест на гомосексуальность «Фруктовая машина» был использован в Канаде в 1950-х и 1960-х годах во время кампании по увольнению всех гомосексуалистов с гражданской службы, Королевской канадской конной полиции (КККП) и военной службы. Значительное число работников потеряли работу. Хотя финансирование проекта «фруктовой машины» было прекращено в конце 1960-х годов, расследования продолжались, и КККП собрала досье на более чем 9000 «подозреваемых» гомосексуалистов.
Судебное дело Эверетта Джорджа Клипперта вызвало много дискуссий о гомосексуальности среди канадцев. Он был последним человеком в Канаде, который был арестован, обвинен, подвергнут судебному преследованию, осужден и заключен в тюрьму за грубую непристойность (за гомосексуализм) до декриминализации гомосексуальных актов в 1969 году; реформа стала прямым результатом дела Клипперта. В 1965 году Эверетт Джордж Клипперт был допрошен полицией в рамках расследования поджога на Северо-Западных территориях. Клипперта арестовали после его признания, что он занимался сексом с другими мужчинами. Когда психиатры определили, что с высокой долей вероятности не перестанет заниматься сексом с мужчинами, его объявили опасным преступником и приговорили к пожизненному заключению. Популярная канадская газета Maclean's затем напечатала статью, симпатизирующую гомосексуалистам. Все это привело к возникновению запроса на реформу канадского закона о гомосексуализме. Клипперт был освобожден в 1971 году.
Однополая сексуальная активность была декриминализована в Канаде в результате законодательства (Билля C-150), введённого в 1967 году и принятого в 1969 тогдашним министром юстиции и генеральным прокурором Канады Пьером Трюдо (впоследствии ставшим 15-м премьер-министром Канады). Он заявил: «Государству не место в спальнях народа».

### 1970-е
В 1971 году в Оттаве состоялся первый в Канаде марш за права геев «We Demand Rally». «Body Politic», первая в Канаде газета об освобождении геев, издавалась в Торонто около 15 лет. Короткометражный документальный сериал «Coming Out» стал первым в Канаде ЛГБТ-телесериалом, когда вышел в эфир на кабельном канале Маклина-Хантера в Торонто в 1972 году.
В 1973 году несколько канадских городов провели мероприятия по защите прав геев в связи с проведением Недели гордости 1973.
В 1974 году четыре лесбиянки, ставшие известными как «Брауншвейгская четвёрка», оказались вовлечены в исторический инцидент в Торонто, Онтарио. Они были выселены из Брауншвейгского дома, рабочего паба на улице Блур, и впоследствии арестованы, а двое из них впоследствии предстали перед судом Онтарио за воспрепятствование осуществлению правосудия. Двое других были оправданы в мае 1974 года. Одна, Адриенна Поттс, была приговорена к трем месяцам заключения условно. Историк геев Том Уорнер считает, что арест и его последствия стали ключевым инцидентом, который привел к радикализации движения за права геев и лесбиянок в Канаде. Политизации движения способствовали беспорядки Стоунволл-Инн в США. Уорнер также отмечает, что это был один из первых случаев, когда тема геев или лесбиянок получила широкое освещение в прессе Канады.
В 1975 и 1976 годах прошли масштабные протесты после того, как полиция провела обыски в гей-заведениях в Квебеке и в Оттаве в рамках подготовки к Олимпиаде 1976 года.
Рейды в бани Mystique and Truxx 1977 года, которые произошли в Монреале, привели за несколько месяцев к тому, что Квебек стал первой юрисдикцией (более крупной, чем город или округ) в мире, которая запретила дискриминацию по признаку «сексуальной ориентации» в государственном и частном секторах. Квебекская хартия прав и свобод человека запрещает дискриминацию в области занятости, жилья, некоторых услуг и другой деятельности, однако она не распространяется на деятельность, регулируемую федеральным законодательством. В том же году в канадский Закон об иммиграции были внесены поправки, отменяющие запрет на въезд мужчинам нетрадиционной половой ориентации.

### 1980-е

#### 1980—1984
5 февраля 1981 года четыре гей-бани в Торонто подверглись налёту полицейской службы Торонто в операции «Мыло». В настоящее время это событие считается одним из важнейших поворотных пунктов в истории ЛГБТ Канады, поскольку беспрецедентная мобилизация сообщества, которая теперь считается канадским эквивалентом Стоунволлских беспорядков 1969 года, была проведена в знак протеста против действий полиции. Один из маршей протеста во время этой мобилизации теперь общепризнан как первое мероприятие Toronto Pride.
В 1982 году Канада приняла свою Конституцию, к которой она добавила Канадскую хартию прав и свобод. В статье 15 Хартии, которая гарантирует равенство «до и под законом» и «право на равную защиту и равное пользование законом без дискриминации», не содержится четкого перечня сексуальной ориентации, однако она была разработана таким образом, чтобы она носила инклюзивный характер и позволяла судам устанавливать наличие конкретных оснований. В 1995 году Верховный суд Канады постановил в деле Иган против Канады, что «сексуальную ориентацию» следует читать в разделе 15.
В 1983 году был создан Квебекский гей-архив.
В 1984 году Pink Triangle Services стала первой зарегистрированной благотворительной организацией для геев, позже включив в себя всех людей в странном сообществе, переименовавшись в центр празднования сексуального и гендерного разнообразия.
В 1980-х годах было предпринято несколько попыток добавить «сексуальную ориентацию» в Закон о правах человека федерального правительства, поправка, которая не была принята до 1996 года.

#### 1985—1989
В 1986 году сексуальная ориентация была включена в Кодекс прав человека Онтарио в качестве запрещенного основания для дискриминации. Как и большинство других законов о правах человека в Канаде, этот закон запрещает дискриминацию в сфере занятости, жилья, услуг и некоторых других видах деятельности в государственном и частном секторах, однако он не распространяется на деятельность, регулируемую федеральным законодательством. Основана компания Egale Canada.
В начале 1987 года сексуальная ориентация была включена в недавно принятый Закон Юкона о правах человека и позднее в том же году включена в Кодекс прав человека Манитобы.
В 1987 году Канадский альянс государственной службы провел переговоры о предоставлении льгот однополым партнерам государственных служащих Северо-Западных территорий — первое в Канаде пособие для работников государственного сектора.
В 1988 году член парламента от Новой демократической партии Свенд Робинсон стал первым депутатом, который совершил каминг-аут, заявив, что он гей СМИ за пределами Палаты общин. В том же году Объединённая церковь Канады стала первой церковью в Канаде, разрешившей рукоположение геев и лесбиянок.

### 1990-е

#### 1990—1994
В 1990 году государственные служащие Юкона стали вторыми работниками государственного сектора в Канаде, однополые партнеры которых имели право на получение супружеских пособий, включая стоматологический план.
В 1991 году в Закон о правах человека Новой Шотландии была включена сексуальная ориентация.
В 1992 году тогдашний министр юстиции и генеральный прокурор Канады Ким Кэмпбелл (которая позже стала первой женщиной-премьером Канады) объявила, что Канада снимает свой запрет на гомосексуалистов в Канадских вооруженных силах, разрешив им служить открыто и жить на базе со своими партнерами. Канада была одной из первых современных стран, допустивших гомосексуалистов в армии благодаря решению суда Хейг против Канады (1992 CanLII 2787). В законы о правах человека Нью-Брансуика и Британской Колумбии была добавлена сексуальная ориентация.
В 1993 году в Закон о правах человека Саскачевана была включена сексуальная ориентация. Верховный суд Канады отклонил иск о дискриминации по признаку сексуальной ориентации в Канаде в деле Генеральный прокурор против Моссопа, поскольку Хартия не использовалась для возбуждения дела.
В 1994 году Верховный суд постановил, что геи и лесбиянки могут ходатайствовать о предоставлении им статуса беженца на основании их сексуальной ориентации. Рейд в одном из баров Монреаля, в ходе которого 300 человек были злонамеренно (и ложно) обвинены в нахождении в баре, в конечном итоге перерос в скандал, который в конечном итоге привел к отставке начальника полиции.

#### 1995—1999
В 1995 году Верховный суд Канады вынес решение по делу Иган против Канады о том, что «сексуальная ориентация» должна рассматриваться в разделе 15 Канадской хартии прав и свобод, являющейся частью Конституции. Это постановление имело широкие последствия, поскольку статья 15 применяется ко всем законам, включая законы о правах человека, запрещающие дискриминацию со стороны всех работодателей, арендодателей, поставщиков услуг и правительств. Суд в Онтарио постановил, что гомосексуальным и лесбийским парам, желающим усыновить ребёнка совместно, следует разрешить это делать, сделав Онтарио первой провинцией, разрешившей это. В настоящее время почти все провинции разрешают гомосексуальным и лесбийским парам (и одиноким геям и лесбиянкам) усыновлять детей. В Закон о правах человека Ньюфаундленда были внесены поправки с целью включения в него положений о сексуальной ориентации.
В 1996 году в канадский Закон о правах человека была включена сексуальная ориентация — антидискриминационный закон, который применяется к регулируемой на федеральном уровне деятельности на всей территории Канады. В том же году Партия зелёных стала первой, кто одобрил легализацию однополых браков, став первой зарегистрированной на федеральном уровне партией, сделавшей это.
В 1998 году Верховный суд Канады постановил в деле Вриенд против Альберты, что статья 15 Канадской хартии, как она толкуется в деле Иган против Канады, требует, чтобы закон Альберты о правах человека читался и применялся так, как если бы были включены слова «сексуальная ориентация». Глен Мюррей был избран мэром Виннипега став первым открытым геем-мэром крупного североамериканского города. В Закон о правах человека Острова Принс-Эдуарда были внесены поправки, предусматривающие сексуальную ориентацию.
В 1999 году геи и лесбиянки одержали крупную победу, когда Верховный суд Канады постановил по делу М. против Х., что гомосексуальные и лесбийские пары должны иметь те же права, что и гетеросексуальные гражданские пары. В июне 1999 года 216-55 голосов в Палате общин поддержали сохранение юридического определения «брака» как союза мужчины и женщины. Сексуальная ориентация включена в недавно принятый Закон о правах человека Нунавута.

## XXI век

### 2000-е

#### 2000—2004
В апреле 2000 года федеральное либеральное правительство отреагировало на решение Верховного суда 1999 года, приняв законопроект (C-23), которым были внесены поправки в 68 федеральных законов, включая пенсионные пособия, защиту от банкротства, подоходные налоги, гарантии по старости и иммиграцию, в частности, для предоставления равных прав гомосексуальным гражданским парам.
В 2000 году Верховный суд Канады по делу Литл Сёстрс Бук и Арт Эмпориум против Канады (министр юстиции) постановил, что публикации геев, даже те из них, которые были сексуально откровенными, защищены положениями Канадской хартии прав и свобод о свободе слова и выражения мнений. Однако «Книга младшей сестры» и «Арт-Эмпориум» продолжают оспаривать дискриминационную пограничную практику.
В 2001 году депутат Либби Дейвис публично признала, что у неё есть партнер-женщина, став первой (и пока единственной) женщиной-членом парламента.
В 2002 году сексуальная ориентация и гендерная идентичность были включены в Закон о правах человека Северо-Западных территорий.
В 2003 году Апелляционный суд Британской Колумбии принял единогласное решение о том, что ограничение определения брака гетеросексуальными парами нарушает права на равенство. Постановление не вступило в силу немедленно, но позволило на двухлетний переходный период для Оттавы юридически признать однополые браки. В июне Апелляционный суд Онтарио оставил в силе решение нижестоящего суда о разрешении однополых браков.
В мае 2004 года Палата общин и Сенат приняли законопроект C-250, который добавил «сексуальную ориентацию» в раздел Уголовного кодекса «пропаганда ненависти», тем самым сделав незаконной пропаганду людьми ненависти на основе сексуальной ориентации. Однако в это число не входили священнослужители.
В июле 2004 года Скотт Брисон, ранее баллотировавшийся от руководства Прогрессивно-консервативной партии Канады, был назначен министром общественных работ и государственных служб либеральным премьер-министром Полом Мартином, став первым членом кабинета открытых геев Канады.
В декабре 2004 года Верховный суд Канады ответил на законопроект федерального правительства, который легализует однополые браки по всей стране. Суд постановил, что федеральное правительство обладает исключительными полномочиями по определению брака, что однополый брак является конституционным и далеко не нарушает его, фактически «он вытекал» из него и что религиозных чиновников нельзя принуждать к проведению гей-свадеб. Суд отказался ответить, соответствует ли традиционное определение брака Уставу.

#### 2005—2009
28 июня 2005 года голосованием 158—133 Палата общин приняла законопроект C-38 «Закон о гражданском браке» и 19 июля 2005 года голосованием 47 — 21 Сенат дал своё одобрение законопроекту.
20 июля 2005 года C-38 получила королевское одобрение от главного судьи Канады Беверли Маклаклин, выступающей в её роли заместителя генерал-губернатора. Канада стала четвёртой страной, официально санкционирующей однополые браки по всей стране, после Нидерландов, Бельгии и Испании. Однополые браки начались в Онтарио и Британской Колумбии в 2003 году, а в других провинциях последовали судебные иски. Апелляционный суд Онтарио постановил, что религиозный однополый брак, заключенный в январе 2001 года, имеет законную силу, что делает его первым законным однополым браком в наше время (поскольку Нидерланды не легализовали однополые браки до апреля 2001 года).

### 2010-е
В феврале 2011 года Палата общин приняла в третьем чтении Законопроект C-389 депутата Новой демократической партии Билла Сиксея о внесении поправок в федеральный Закон Канады о правах человека с целью включения гендерной идентичности и гендерного самовыражения в качестве запрещенных оснований для дискриминации в соответствии с канадскими федеральными антидискриминационными законами, но он не прошел далее на орденском документе в Сенате, когда парламент был распущен. Законопроект был вновь внесен в качестве законопроекта, C-279 в последующий парламент, и прошел второе чтение 6 июня 2012 года. В июне 2012 года в Кодекс прав человека Онтарио были включены вопросы гендерной идентичности и гендерного самовыражения, а в Кодекс прав человека Манитобы — вопросы гендерной идентичности.
На выборах 2 мая 2011 года было сформировано правительство консервативного большинства. В то же время Новая демократическая партия стала официальной оппозицией и избрала крупнейшее ЛГБТ-собрание в истории Канады, с четырьмя депутатами от ЛГБТ демократов, позже увеличив свой состав до пяти.
6 декабря 2012 года законопроект № 140 61-й Генеральной Ассамблеи Новой Шотландии, известный как Закон о защите трансгендерных лиц, получил королевское одобрение от тогдашнего вице-губернатора Новой Шотландии Майанна Франциска. Он добавил как гендерную идентичность, так и гендерное самовыражение к перечню вещей, прямо защищенных от домогательств в Законе провинции о правах человека.
26 января 2013 года Кэтлин Винн была избрана лидером Либеральной партии Онтарио, а 11 февраля 2013 года была приведена к присяге в качестве 25-го премьер-министра Онтарио, став первой женщиной и первым ЛГБТ-министром в истории провинции. В силу своей должности Винн является самым высокопоставленным выборным открытым ЛГБТ-чиновником в истории Северной Америки.
28 февраля 2016 года телеканал CBC News сообщил, что премьер-министр Джастин Трюдо намеревался рекомендовать, чтобы помилование под властью Королевской прерогативы милосердия было предоставлено посмертно Эверетту Джорджу Клипперту, последнему человеку в Канаде, заключённому в тюрьму за гомосексуализм. Адвокат и ЛГБТ-активист Даг Эллиотт прокомментировал: «Здорово, что молодой Трюдо заканчивает работу, которую начал его отец».
19 июня 2017 года Билл C-16, пройдя законодательный процесс в Палате общин и Сенате, стал законом после получения Королевской санкции, которая ввела его в немедленную силу.
28 ноября 2017 года премьер-министр Джастин Трюдо принес извинения ЛГБТ-сообществу в Палате общин, стремящемуся признать и исправить многие ошибки — чтобы начать процесс оздоровления отношений. Широкое извинение Трюдо за «спонсируемое государством, системное угнетение и неприятие» включало признание подавления «двух-духовных ценностей и убеждений коренных народов» и «злоупотребление властью закона, и превращение граждан в преступников». Это начало процесса, в котором записи из архивов во время очистки (с 1950-х по 1990-е годы) будут удалены, а также будут введены репарации, выплачиваемые гражданским слугам и военнослужащим, которые потеряли средства к существованию в результате этой политики времен холодной войны, затрагивающей ЛГБТ-сообщество. Угнетение распространялось не только на обвинения мужчин в однополых отношениях, но и после их легализации в 1969 году, оно включает в себя гомофобную политику, которая разжигала гомофобию в более крупных сообществах, что привело к ещё большему социальному угнетению, которое пагубно сказалось на благополучии этого сексуального гендерного меньшинства.